# Novoukrainskoye
Novoukrainskoye (del ruso: Новоукраинское) es un selo del raión de Gulkévichi del krai de Krasnodar, en el sur de Rusia. Está situado en la orilla izquierda del río Kubán en su confluencia con el Samóilova Balka, 13 km al oeste de Gulkévichi y 126 km al este de Krasnodar, la capital del krai. Tenía 5 768 habitantes en 2010.
Es cabeza del municipio Novoukrainskoye, al que pertenece asimismo Samóilov.

## Composición étnica
De los 5 852 habitantes que tenía en 2002, el 91.5 % era de etnia rusa, el 2.5 % era de etnia ucraniana, el 2.3 % era de etnia armenia, el 1.4 % era de etnia gitana, el 0.5 % era de etnia alemana, el 0.4 % era de etnia bielorrusa, el 0.2 % era de etnia georgiana, el 0.2 % era de etnia azerí, el 0.2 % era de etnia tártara, el 0.1 % era de etnia griega y el 0.1 % era de etnia adigué

## Transporte
Al este de la localidad pasa la carretera federal M29 Cáucaso.